# Mihail Nestorovič Speranski
Mihail Nestorovič Speranski (1863. − 1938.), ruski književni povjesničar, akademik.
Predavao je na Nežinskom povijesno-filološkom institutu od 1895. godine. Od 1906. godine predavao je na Moskovskom sveučilištu.